# Ossa de Montiel (kommunhuvudort)
Ossa de Montiel är en kommunhuvudort i Spanien.   Den ligger i provinsen Provincia de Albacete och regionen Kastilien-La Mancha, i den centrala delen av landet, 180 km sydost om huvudstaden Madrid. Ossa de Montiel ligger 914 meter över havet och antalet invånare är 2 821.
Terrängen runt Ossa de Montiel är platt, och sluttar västerut. Runt Ossa de Montiel är det mycket glesbefolkat, med 6 invånare per kvadratkilometer. Närmaste större samhälle är El Bonillo, 17,8 km öster om Ossa de Montiel. Omgivningarna runt Ossa de Montiel är i huvudsak ett öppet busklandskap.